# Liste der Kulturgüter in Oeschgen
Die Liste der Kulturgüter in Oeschgen enthält alle Objekte in der Gemeinde Oeschgen im Kanton Aargau, die gemäss der Haager Konvention zum Schutz von Kulturgut bei bewaffneten Konflikten, dem Bundesgesetz vom 20. Juni 2014 über den Schutz der Kulturgüter bei bewaffneten Konflikten sowie der Verordnung vom 29. Oktober 2014 über den Schutz der Kulturgüter bei bewaffneten Konflikten unter Schutz stehen.
Objekte der Kategorie A sind im Gemeindegebiet nicht ausgewiesen, Objekte der Kategorie B sind vollständig in der Liste enthalten, Objekte der Kategorie C fehlen zurzeit (Stand: 1. Januar 2023).

## Kulturgüter
| Foto |                                                                           | Objekt                                         | Kat. | Typ | Standort                             | Beschreibung |
| ---- | ------------------------------------------------------------------------- | ---------------------------------------------- | ---- | --- | ------------------------------------ | ------------ |
| ja   | Datei hochladen · Wikidata zu Schlösschen (Q29580285)                     | Schlösschen KGS-Nr.: 00206                     | B    | G   | Mitteldorfstrasse 62 643556 / 263328 |              |
| ja   | Datei hochladen · Wikidata zu Römisch-katholische Pfarrkirche (Q29580283) | Römisch-katholische Pfarrkirche KGS-Nr.: 15658 | B    | G   | Mitteldorfstrasse 9 643562 / 263302  |              |
| ja   | Datei hochladen · Wikidata zu Nepomukstatue in Bildhäuschen (Q29580280)   | Nepomukstatue in Bildhäuschen KGS-Nr.: 15659   | B    | K   | Römerstrasse 382.1 643227 / 263259   |              |
| ja   | Datei hochladen · Wikidata zu Schwedenhaus (Q29580288)                    | Sogenanntes Schwedenhaus KGS-Nr.: 15661        | B    | G   | Hohlenweg 41 643424 / 263381         |              |